# Groupe d'escorte
Un groupe d'escorte anti sous-marins se compose de plusieurs navires de guerre organisés et formés pour agir ensemble, assurant la protection des convois commerciaux contre des attaques de sous-marins.
Les groupes d'escorte constituent une innovation tactique de la Seconde Guerre mondiale dans la lutte anti-sous-marine menée entre autres par la Royal Navy pour lutter contre la tactique d'attaque en meutes, dite « Rudeltaktik », des U-Boote de la Kriegsmarine.
Au début, les groupes d'escorte sont principalement composés de destroyers, de sloops, de chalutiers armés et, plus tard, de corvettes. Malgré des spécifications et des manoevrabilités différentes, ces navires sont entrainés rigoureusement aux tactiques anti-sous-marines en équipe selon les équipements, les armes, les vitesses et les capacités de manœuvre de chacun. Le développement de ces « groupes d'escorte » s'avère un moyen efficace de défense des convois navals pendant la bataille de l'Atlantique.

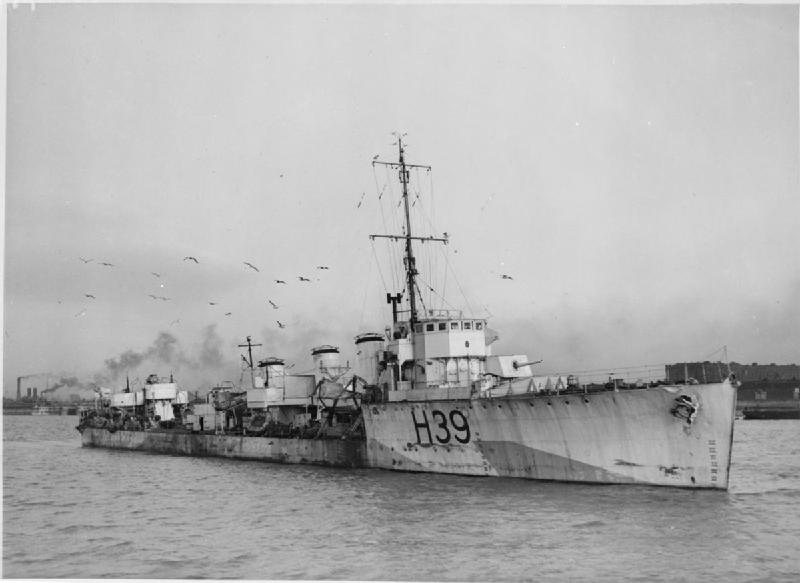
Le ' est l'un des plus vieux destroyer de la Royal Navy assigné à la protection des convois pour le Western Approaches Command.

## Arrière-plan
Sur la base de l'expérience acquise au cours de la Première Guerre mondiale, l'Amirauté a institué des convois commerciaux dans les eaux côtières du Royaume-Uni à partir de septembre 1939. Au cours de la première année de la Bataille de l'Atlantique, la protection des convois britanniques était sous la responsabilité du Western Approaches Command (WAC). D'abord basé à Plymouth, le commandement est transféré à Liverpool après la bataille et la chute de la France en 1940. Les destroyers les plus récents et les plus opérationnels ont été assignés comme navires capitaux dans la Home Fleet, de sorte que, pour combler le manque de navire de guerre à cette période, la WAC se vit attribuer un certain nombre de navires désuets: des prototypes de production limitée, des navires construits selon des spécifications étrangères, des dragueurs de mines, des yachts militarisés, des chalutiers de pêche, ou encore des classes de destroyers âgés qui n'étaient plus considérés comme apte à opérer dans la Home Fleet. Ces escortes n'étaient pas assez nombreuses ou suffisamment longues pour accompagner les convois à travers tout l'Atlantique. Elles se contentaient de surveiller les convois à destination ou en provenance des points des rencontres notamment dans les atterrages occidentaux, car cette zone était un excellent terrain de chasse pour les U-Boote.
Les escortes de convoi étaient initialement assignées selon un besoin ad hoc, puis elles étaient expédiées en fonction de leurs disponibilités, individuellement ou en petits groupes. Tous les arrangements tactiques devaient être effectués sur place et ils devaient être communiqués sur chaque navire à tour de rôle par lampe Aldis. Les navires n'avaient pas l'habitude de coopérer et ils n'avaient souvent aucun plan ou tactique de combat commun.
Ces lacunes ont entraîné une grande défaite en octobre 1940 lorsque le convoi HX-79 (en), parti d'Halifax vers Liverpool, est attaqué par une meute de cinq U-Boote qui venaient d'attaquer le convoi SC-7. Initialement non protégé, une force de 11 navires de guerre assemblée à la hâte n'ont pas permis d'empêcher le naufrage de 12 navires du convoi, attaqués pendant la nuit alors qu'aucun des cinq U-Boote n'ont été endommagé.
La perte des navires des convois SC-7 et HX-79 a convaincu l'Amiral Percy Noble, commandant en chef du WAC, de former des groupes isolés. Ces groupes d'escorte se composaient souvent de petits navires de guerre mixte, parfois formés à partir d'une seule classe (par exemple, les 1er, 3e, 4e, 5e, 15e et 21e groupes d'escorte étaient composés entièrement de frégates de classe Captain (en) lorsque ces type de navire étaient disponibles pour remplacer les anciens navires initialement affectés à ces groupes).

## Historique
En 1941, WAC avait formé 8 groupes d'escortes. Il s'agissait généralement de quatre à huit navires, sous le commandement d'un officier de la Royal Navy, généralement un Commander ou un Lieutenant commander. En opérant ensemble sous un seul chef, les groupes ont pu développer et pratiquer des tactiques de groupe. Avec un seul ordre court, les différents navires du groupe, souvent hors de vue les uns des autres, pouvaient agir de manière coordonnée. En l'espace de 10 jours en 1941, quatre sous-marins ont été coulés avec trois importants commandants allemands. Plus tard, ces tactiques ont été normalisées et enseignées à tous les commandants du groupe d'escorte de l'Unité tactique des atterrages occidentaux (Western Approaches Tactical Unit). Le centre de formation WATU était une équipe d'analyse de la Royal Navy fondée au début de 1942 pour étudier la conduite des opérations de convois en utilisant des jeux de guerre et des présentations. L'Unité, constituée d'officiers de la marine et de jeunes femmes du WRNS, a distribué les instructions à plus de 5000 officiers alliés avec un « succès considérable ».
Ce niveau de travail d'équipe n'a jamais été atteint par les U-Boote. Bien que le groupe soit coordonné dans la préparation des attaques contre un même convoi, les opérations de torpillage se faisaient individuellement sans aucune coopération. Par manque d'attention, plusieurs collisions entre deux U-Boote ont lieu pendant les attaques.
À plusieurs reprises pendant la bataille de l'Atlantique, des groupes d'escorte bien gérés et de mieux en mieux armés purent freiner les attaques de plus en plus nombreuses des groupes d'U-Boote et assurer l'arrivée « en toute sécurité et en temps opportun » des convois. Par exemple, en novembre 1942, le convoi ON-144 (en) composé de 33 navires marchands reliant la Grande-Bretagne à l'Amérique du Nord et protégé par le groupe d'escorte Mid-Ocean B6 (Escort Group B6 (en)) constitué de cinq corvettes de classe Flower a été attaqué par un groupe de dix U-Boote. Pendant trois jours, la bataille entre submersibles et escorteurs fait rage pour un résultat de cinq navires marchands, une corvette coulés et 28 navires arrivés en toute sécurité. À la suite de cette action, l'escadron de l'officier supérieur (SOE, commandant du groupe) est « chaleureusement félicité » pour ce qui aurait pu être une catastrophe importante, comme dans l'attaque du convoi HX-79.
En pratique, la cohésion des groupes d'escortes est altérée par des changements fréquents du personnel d'escorte et par le transfert de navires entre les groupes. Le brassage du personnel était inévitable lorsque des membres d'équipage formés ayant une expérience de combat étaient promus et transférés sur de nouveaux navires. Le mélange des navires d'un groupe d'escorte à l'autre était souvent nécessaire pour maintenir la capacité défensive du groupe, par le remplacement des navires endommagés ou de ceux en fréquentes pannes (navires les plus anciens).
La liste suivante contient des doublons qui reflétent les réaffectations au moment de la compilation. Les huit groupes d'escorte d'origine et les 14e et 25e groupes d'escorte canadiens ont été réorganisés dans le Mid-Ocean Escort Force (MOEF) en février et en mars 1942 avec les navires du 9e groupe d'escorte en tant que leaders des groupes MOEF B1 à B5. Les navires des groupes antérieurs qui n'avaient qu'une courte portée et qui n'étaient pas adaptés au MOEF ont été réaffectés à la Western Local Escort Force, au service des convois côtiers ou des convois de l'Arctique qui alimentaient l'Union soviétique. Les groupes d'escorte du 36e au 44e escortant les convois entre Liverpool, Gibraltar et la Sierra Leone n'ont quasiment pas changé pendant toute la durée de la guerre.

## Organisation
Les groupes d'escorte suivants ont été formés avant la participation des escortes de la Marine des États-Unis à l'automne 1941:

### 1erGroupe d'escorte

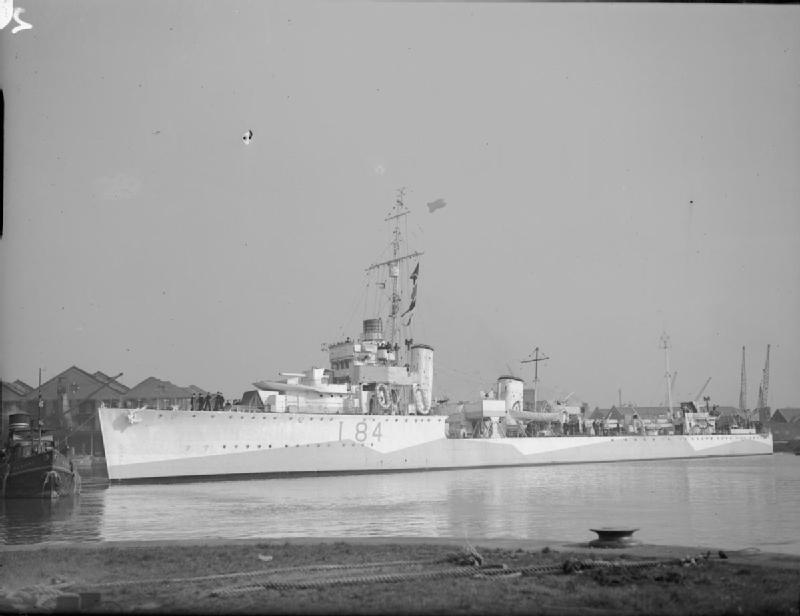
Le était le leader de la flottille lors de la Première Guerre mondiale.

- Classe Shakespeare : HMS Keppel (D84)
- Classe V et W: HMS Venomous (D75) (en)
- Classe Town: HMS Lincoln (G42) (en) & HMS Rockingham (G58) (en)
- Classe S (en): HMS Sabre (1918) (en) & HMS Shikari (1919) (en)
- Classe Flower: HMS Alisma (K185), HMS Dianella (K07) (en), HMS Kingcup (K33) (fi) & HMS Sunflower (K41) (en)

### 2eGroupe d'escorte

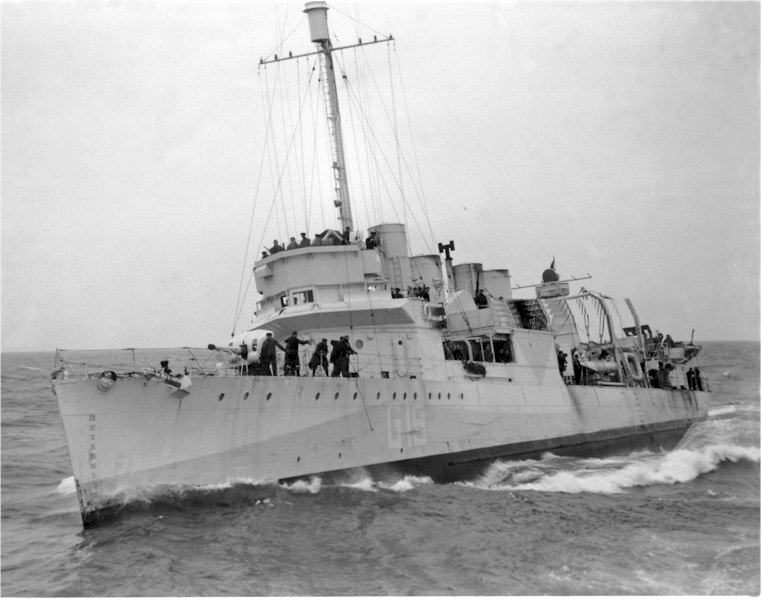
Les destroyers de classe Town reçu lors de l'accord Destroyers for Bases Agreement ont largement contribué aux missions d'escortes.

- Classe Scott (en): HMS Douglas (en)
- Classe V et W: HMS Veteran (D72)
- Classe Town: HMS Leamington (G19) & HMS Sherwood (I80) (en)
- Classe R: HMS Skate (1917) (en)
- Classe S: HMS Saladin (H54) (en)
- Classe Flower: HMS Abelia (K184) (en), HMS Anemone (K48) (uk) & HMS Veronica (1915) (en)

### 3eGroupe d'escorte
- Prototype Thornycroft: HMS Amazon (D39)

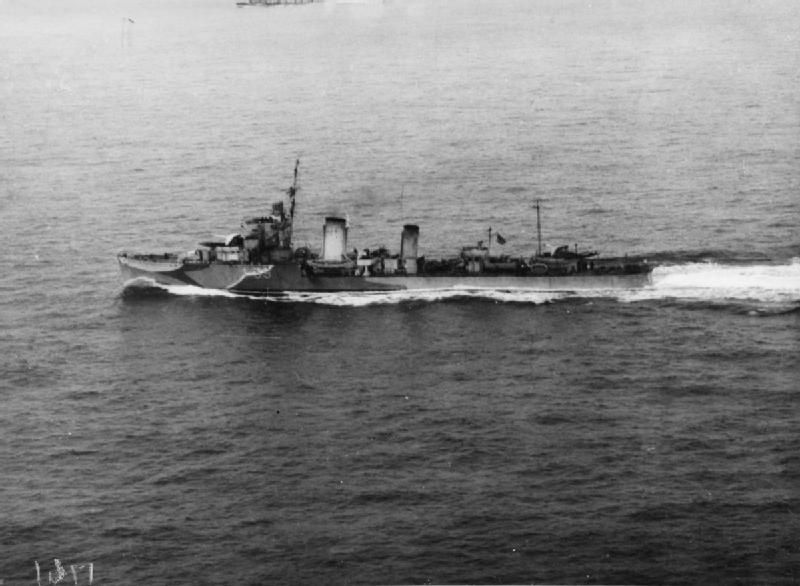
Le ' est un prototype unique.

- Prototype Yarrow Shipbuilders: HMS Ambuscade (D38)
- Classe B: HMS Bulldog (H91)
- Classe Town: HMS Belmont (en) & HMS Georgetown (I-40) (en)
- Classe Aubretia (en): HMS Aubretia (K96) (en)
- Classe Flower: HMS Aconite, HMS Heartsease (K15) (en), HMS Ranunculus (K117) (fi) & HMS Sundew (K57)

### 4eGroupe d'escorte
- Classe B: HMS Beagle (H30) (en) & HMS Boadicea (H65) (en)
- Classe Town: HMS Montgomery (en), HMS Roxborough (I07) (en) & HMS Salisbury (I-52) (en)
- Classe Flower: FFL Commandant Detroyat (K183), HMS Heather (K69) (en), HMS Lobelia (K05) (fi), HMS Narcissus (K74) (en), HMS Orchis (K76) (en) & HMS Snowdrop (K67) (en)

### 5eGroupe d'escorte

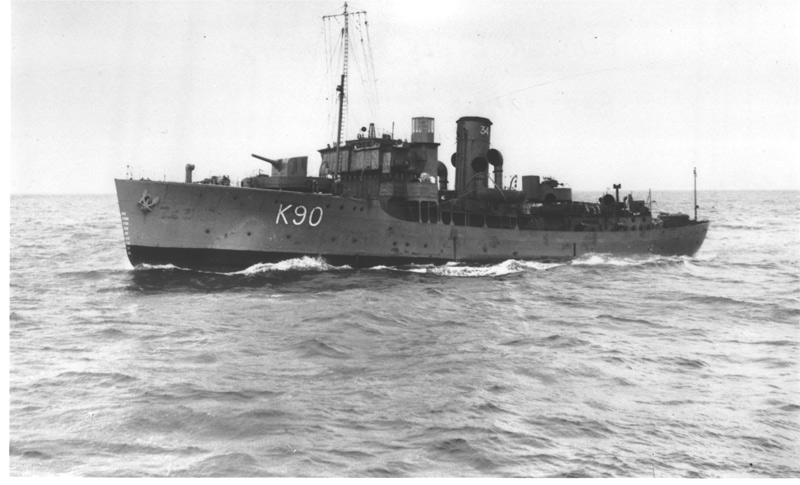
Les corvettes de la classe Flower sont devenues le type de navires le plus attribué aux groupes d'escortes.

- Classe V et W: HMS Vanoc (H33) (en), HMS Volunteer (D71) & HMS Walker (D27) (en)
- Classe Town: HMS Caldwell (I20) (en)
- Classe Flower: HMS Calendula (K28) (en), HMS Campanula (K18) (fi), HMS Gentian (K90) (en), HMS Honeysuckle (K27) (en) & HMS Sweetbriar (K209) (fi)

### 6eGroupe d'escorte
- Prototype Thornycroft: HMS Broke (D83)
- Classe V et W: HMS Verity (D63) & HMS Wolverine (D78)
- Classe Town: HMS Buxton (en), HMS Chelsea (en) & HMS Mansfield (G76) (en)
- Classe Flower: HMS Begonia (K66) (en), HMS Camellia (K31) (en), HMS Clematis (K36) (fi), HMS Columbine (K94) (uk), HMS Jasmine (K23) (en) & HMS Larkspur (K82) (en)

### 7eGroupe d'escorte
- Classe V et W: HMS Westcott (D47) (en) & HMS Wanderer (D74)
- Classe Town: HMS Campbeltown (I42) & HMS St Albans (I15) (en)
- Classe Flower: HMS Acanthus (K01) (en), HMS Eglantine (K197) (de), HMS Gardenia (K99) (en), HMS Hibiscus (K24) (en), HMS Montbretia (K208) (uk) & HMS Periwinkle (K55) (en)

### 8eGroupe d'escorte
- Classe Scott: HMS Malcolm (D19) (en)
- Classe V et W: HMS Watchman (D26) (en)
- Classe Town: HMS Beverley (en) & HMS Newmarket (G47) (en)
- Classe S: HMS Sardonyx (H26) (en) & HMS Scimitar (H21) (en)
- Classe Flower: HMS Arabis (K73) (en), HMS Dahlia (K59) (fi), HMS Monkshood (K207) (fi), HMS Petunia (K79) (en), HMS Violet (K35) (en) & HMS Verbena (K85) (en)

### 9eGroupe d'escorte

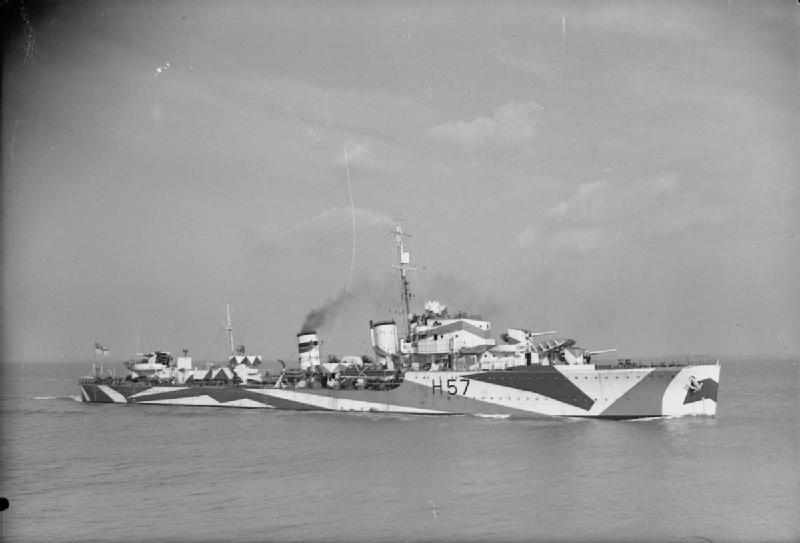
Le groupe homogène du 9e groupe d'escorte composé des destroyers de classe Havant a été divisé pour fournir des leaders au Groupe d'escorte Mid-Océan.

- Classe G et H: HMS Harvester (H19), HMS Havelock (H88), HMS Hesperus (H57) & HMS Highlander (H44)

### 10eGroupe d'escorte

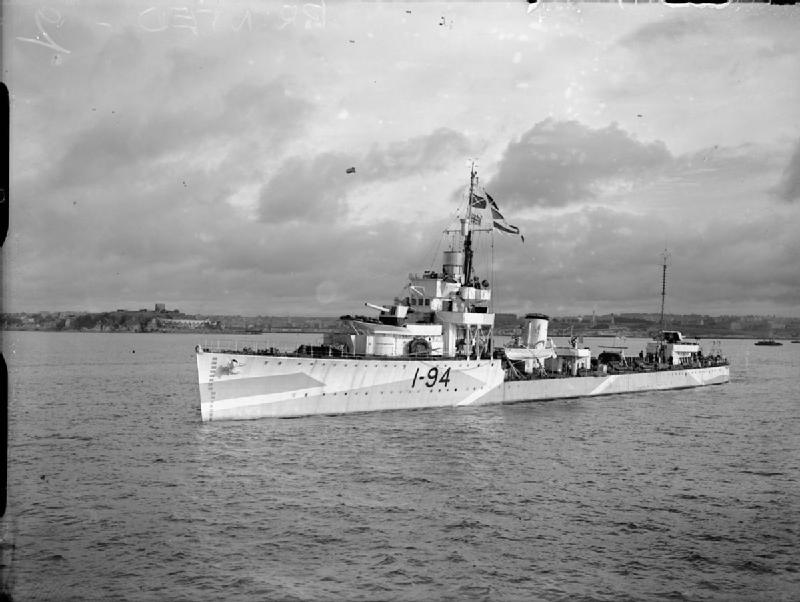
Les destroyers de classe V et W du 10e groupe d'escorte homogène ont représenté la classe la plus commune des destroyers vétérans de la Première Guerre mondiale dans les groupes d'escorte.

- Classe V et W: HMS Vanquisher (D54) (en), HMS Witch (D89) (en) & HMS Whitehall (D94) (en)

### 11eGroupe d'escorte

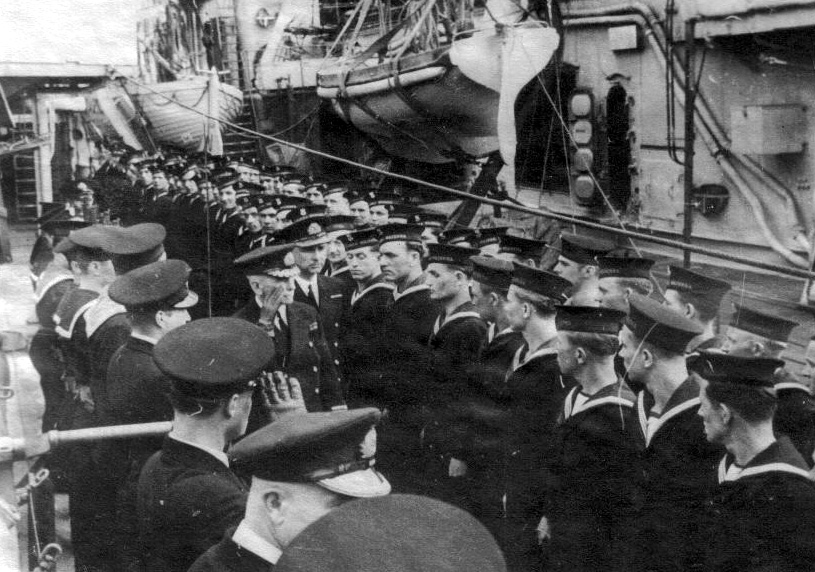
Les navires avec des équipages polonais ont été affectés au 11e groupe d'escorte.

- Classe G et H: HMS Garland (H37)
- Classe N: ORP Piorun (G65)

### 12eGroupe d'escorte

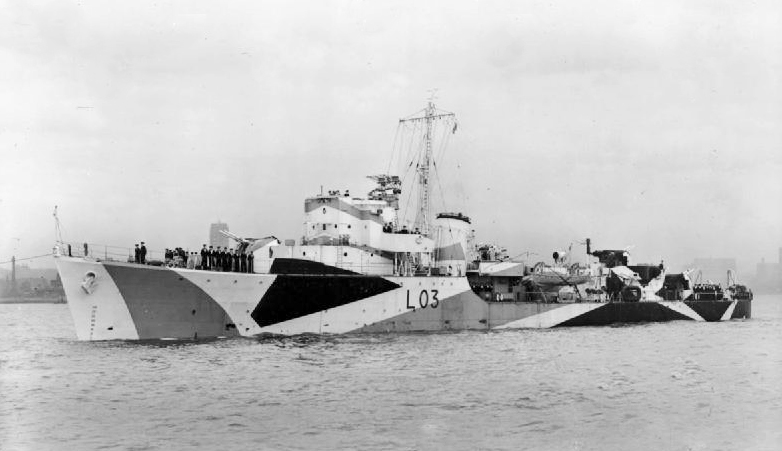
Les destroyers de la classe Hunt ont été affectés au 12e groupe d'escorte homogène.

- Classe Hunt: HMS Badsworth (L03), HMS Blankney (L30), HMS Croome (L62), HMS Exmoor (L08) & HMS Lamerton (L88)

### 14eGroupe d'escorte

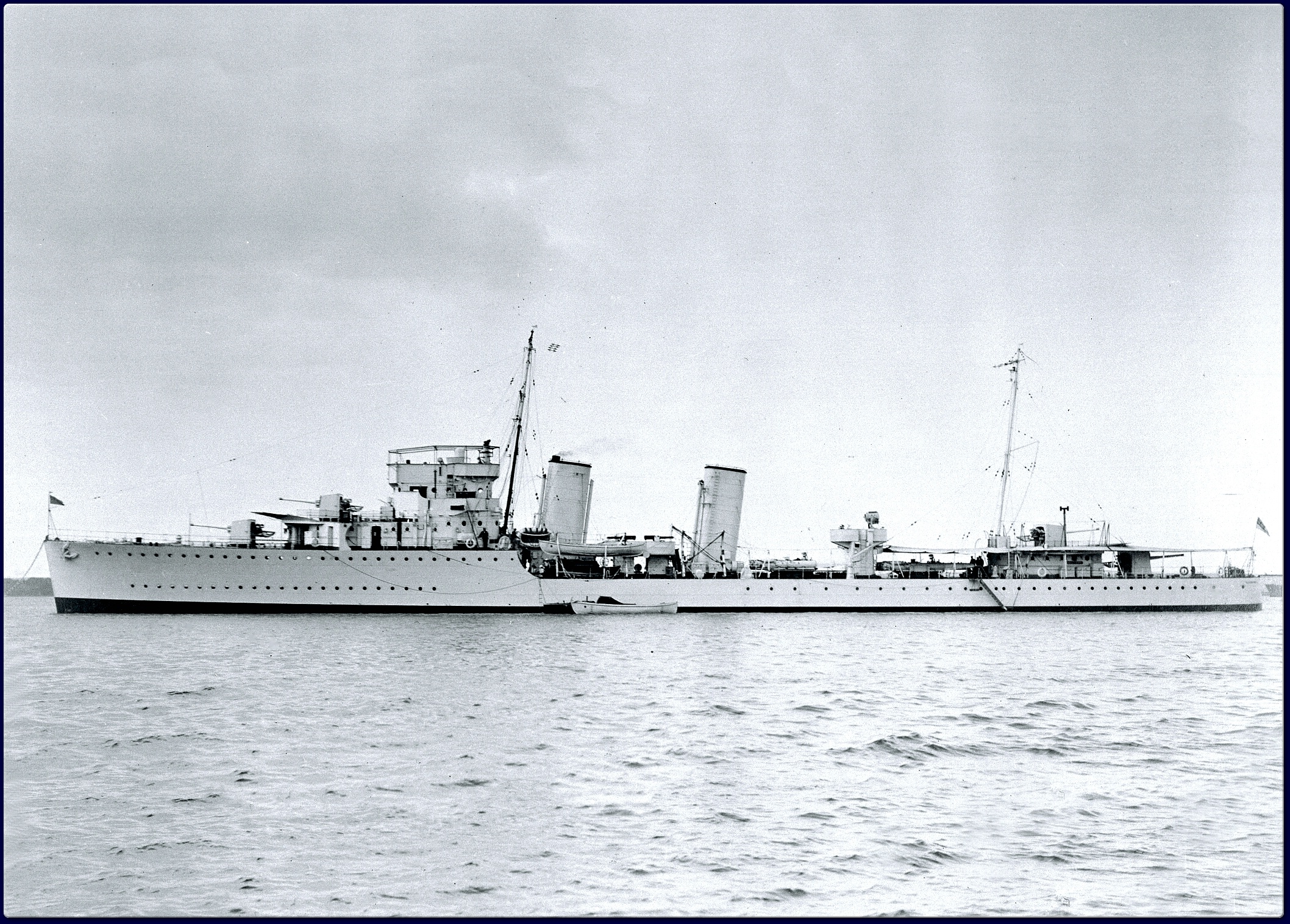
Les navires canadiens comme le ont servi avec des navires de la Royal Navy dans les 14e jusqu'au 24e groupe d'escorte, opérant dans le nord de l'Atlantique Nord.

- Classe C et D: HMCS Assiniboine (I18) (en) & NCSM St. Laurent (H83)
- Destroyers brésiliens: HMS Harvester (H19) & HMS Havelock (H88)
- Classe Town: HMS Ripley (G79) (en)

### 15eGroupe d'escorte
- Classe River: NCSM Saguenay (D79)
- Classe Town: HMS Burwell (en)
- Classe Flower: HMS Dianthus (K95) (en), HMS Honeysuckle (K27) (en) & HMS Snowberry (K166) (en)

### 16eGroupe d'escorte
- Classe Town: HMS Broadwater (en)
- Classe Flower: HMCS Chilliwack (K131) (en), HMCS Rimouski (K121) (en) & HMCS Spikenard (K198) (en)

### 17eGroupe d'escorte
- Classe Town: HMS Broadway (en)
- Classe Flower: HMS Polyanthus (K47) (en), HMCS Cobalt (K124) (en) & HMCS Trail (K174) (en)

### 18eGroupe d'escorte
- Classe Town: HMS Churchill (I45)
- Classe Flower: HMS Camellia (K31) (en), HMCS Arrowhead (K145) (en) & HMCS Eyebright (K150) (en)

### 19eGroupe d'escorte
- Classe Town: HMS Burnham (en)
- Classe Flower: HMCS Mayflower (K191) (en), HMCS Agassiz (K129) (en) & HMCS Lévis (K115) (en)

### 20eGroupe d'escorte
- Classe Town: HMCS Columbia (I49) (en)
- Classe Flower: HMS Gladiolus (K34) (en), HMS Mimosa (K11) (sl) & HMCS Wetaskiwin (K175) (en)

### 21eGroupe d'escorte
- Classe Town: HMCS St. Croix (I81)
- Classe Flower: HMCS Chambly (K116) (en), HMCS Pictou (K146) (en), HMCS Buctouche (K179) (en) & HMCS Galt (K163) (en)

### 22eGroupe d'escorte
- Classe Town: HMS Ramsey (G60) (en)
- Classe Flower: HMS Candytuft (K09) (en), HMCS Bittersweet (K182) (en) & HMCS Fennel (K194) (en)

### 23eGroupe d'escorte
- Classe Town: HMS Chesterfield (I28) (en) & HMS Reading (en)
- Classe Flower: HMCS Hepatica (K159) (en) & HMCS Prescott (K161) (en)

### 24eGroupe d'escorte
- Classe River: NCSM Skeena (D59)
- Classe Flower: NCSM Alberni, HMCS Orillia (K119) (en) & HMCS Kenogami (K125)

### 25eGroupe d'escorte
- Classe Town: HMCS Niagara (I57) (en)
- Classe Flower: HMS Alysse (K100), HMS Celandine (K75) & HMCS Collingwood (K180) (en)

### 36eGroupe d'escorte

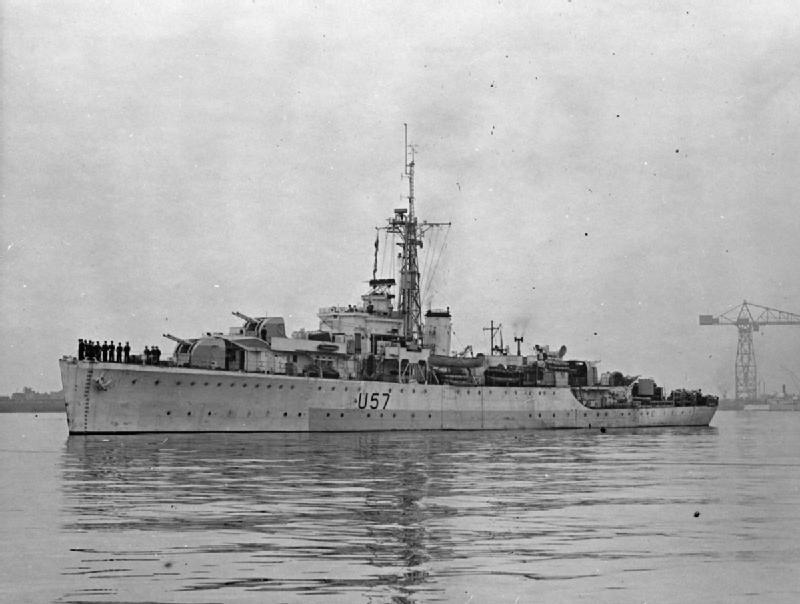
La classe Black Swan était l'une des meilleurs classes formant les 36e au 44e groupe d'escorte.

- Classe Bittern: HMS Stork (L81)
- Classe Grimsby (en): HMS Deptford (U53) (en)
- Classe Flower: HMS Arbutus (K86) (en), HMS Cowslip (K196) (en), HMS Convolvulus (K45) (en), HMS Marigold (K87) (en), HMS Pentstemon (K61) (sl), HMS Rhododendron (K78) (en), HMS Samphire (K128) (en) & HMS Vetch (K132) (en)

### 37eGroupe d'escorte

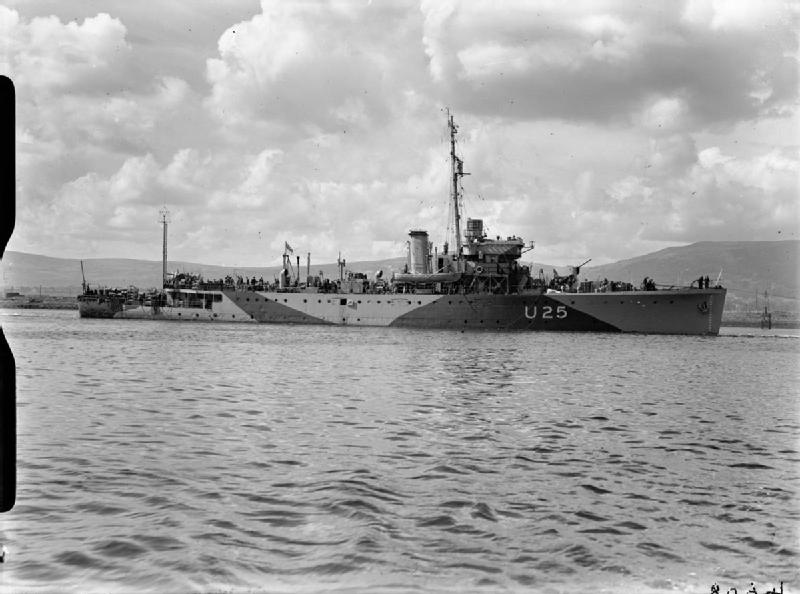
Les sloops de la classe Hastings ont été conçus et construits pendant l'entre-deux-guerres pour les escortes de convoi.

- Classe Black Swan: HMS Black Swan (L57)
- Classe Shoreham (en): HMS Fowey (L15) (en)
- Classe Flower: HMS Bluebell (K80) (en), HMS Campion (K108) (fi), HMS Carnation (K00) (nl), HMS Heliotrope (K03) (en), HMS La Malouine (K46) (en), HMS Mallow (K81) (en), HMS Myosotis (K65) (fi) & HMS Stonecrop (K142) (en)

### 40eGroupe d'escorte

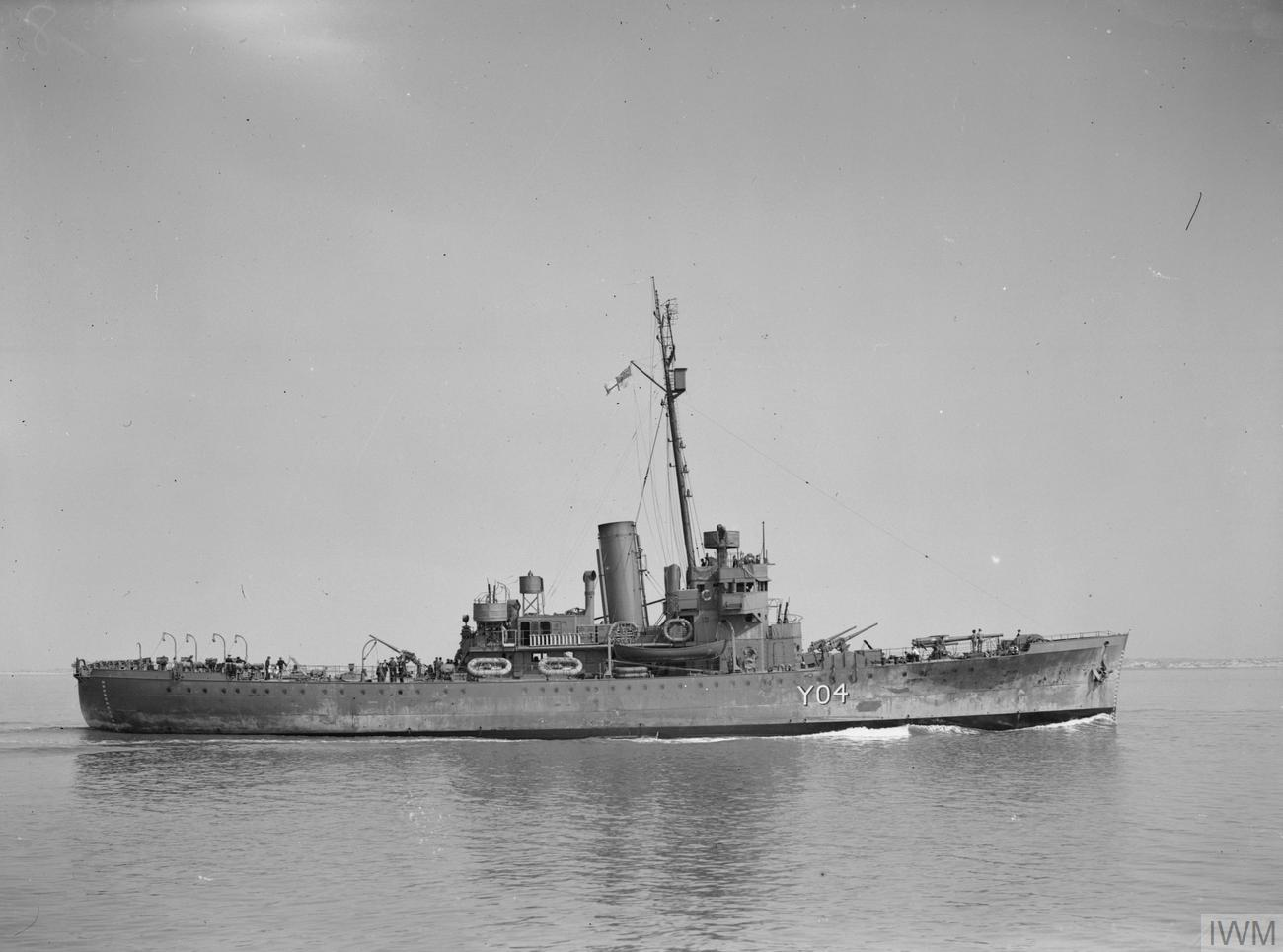
Les sloops de la classe Banff étaient des anciens navires de la United States Coast Guard prêté à la Royal Navy en 1941.

- Classe Town: HMS Stanley (I73) (en)
- Classe Shoreham: HMS Bideford (L43) (en)
- Classe Banff (en): HMS Culver (Y87) (en), HMS Gorleston (Y92) (en), HMS Landguard (Y56) (en) & HMS Lulworth (Y60) (en)

### 41eGroupe d'escorte
- Classe Town: HMS Clare (en)
- Classe Black Swan: HMS Ibis (U99)
- Classe Bittern: HMS Enchantress (L56)
- Classe Grimsby: HMS Aberdeen (L57)
- Classe Banff: HMS Hartland (Y00) (en) & HMS Walney (Y04) (en)

### 42eGroupe d'escorte
- Classe Shoreham: HMS Weston (L72) (en)
- Classe Hastings (en): HMS Folkestone (L22) (en)
- Classe Grimsby: HMS Londonderry (U76) (en) & HMS Wellington (U65)
- Classe Banff: HMS Sennen (Y21) (en) & HMS Totland (Y88) (en)

### 43eGroupe d'escorte
- Classe Town: HMS Newport (G54) (en)
- Classe Shoreham: HMS Rochester (L50) (en)
- Classe Hastings: HMS Hastings (L27) (en)
- Classe Bridgewater (en): HMS Sandwich (L12) (en)
- Classe Grimsby: HMS Leith (U36)
- Yacht armé (en): HMS Philante

### 44eGroupe d'escorte
- Classe Town: HMS Bradford (H72) (en)
- Classe Egret: HMS Egret (L75)
- Classe Hastings: HMS Scarborough (L25)
- Classe Grimsby: HMS Fleetwood (L47)
- Classe Banff: HMS Banff (Y43) (en) & HMS Fishguard (Y59) (en)